# Bamboo Engineering
bamboo-engineering är ett brittiskt racingteam grundat av Richard Coleman i juli 2009. De tävlar med två Chevrolet Lacetti i World Touring Car Championship.

## Historia
bamboo-engineering startades av Tempus Sports tidigare teamdirektör, Richard Coleman, i juli 2009. De började tävla mitt i säsongen 2009 i British Touring Car Championship, när de tog över efter Tempus Sport. Harry Vaulkhard följde med från Tempus till bamboo. Han slutade totalt på sextonde plats i förarmästerskapet och bamboo-engineering blev tolva i teammästerskapet.
I slutet av säsongen 2009 var Harry Vaulkhard med och tävlade på Circuito Vasco Sameiro i European Touring Car Cup för bamboo-engineering. Efter att ha kvalat in som fyra, slutade Vaulkhard femma i det första racet. I det andra racet hade han ett tag ledningen, men blev sedan stressad av banan och tappade ned till sjätte plats. Totalt slutade han femma.
Till säsongen 2010 slutade bamboo-engineering med British Touring Car Championship och flyttade upp till World Touring Car Championship, med Harry Vaulkhard och Darryl O'Young som förare. De tävlade i Yokohama Independents' Trophy och deras första seger i privatförarcupen kom, via Vaulkhard, efter att Mehdi Bennani fått en bestraffning i det första racet i FIA WTCC Yokohama Race of Italy 2010. Vaulkhard körde drygt halva säsongen, men tvingades sedan hoppa av, när hans huvudsponsor lämnade honom. Istället tog japanen Yukinori Taniguchi över, och avslutade säsongen för teamet. Vaulkhard slutade som åtta i privatförarcupen, O'Young blev fyra, efter tre segrar i privatförarcupen, och Taniguchi blev tia.